# Qualcuno salvi il Natale 2
Qualcuno salvi il Natale 2 (The Christmas Chronicles 2) è un film del 2020 diretto da Chris Columbus.
La pellicola è il sequel del film del 2018 Qualcuno salvi il Natale.

## Trama
Ora adolescente e triste per la nuova relazione della madre, Kate fugge e finisce al Polo Nord, dove un elfo cattivo vuole cancellare il Natale. Vecchi amici e nuove avventure, renderanno la storia più interessante. Lo spirito del Natale basterà a salvare la situazione?

## Promozione
Il primo teaser trailer del film è stato diffuso il 15 settembre 2020.

## Distribuzione
Il film è stato distribuito sulla piattaforma Netflix a partire dal 25 novembre 2020.

## Accoglienza
È stato il terzo film più visto del 2020 sulla piattaforma Netflix.

## Riconoscimenti
- 2021 - Annie Award[3]
  - Candidatura per la miglior animazione dei personaggi